# Divizia Națională 2010-2011
La Divizia Națională 2010-2011 è stata la 20ª edizione del massimo campionato di calcio moldavo. Ebbe inizio il 24 luglio 2010 per concludersi il 22 maggio 2011.
Il Dacia Chișinău ha vinto il titolo per la prima volta interrompendo il dominio decennale dello Sheriff Tiraspol.

## Novità
Il numero di squadre in questa stagione aumentò da 12 a 14 e vennero quindi revocate le retrocessioni della stagione precedente. Le neopromosse furono FC Costuleni e CF Găgăuzia.

## Formula
A causa dello scarso numero di squadre (14), oltre ai classici gironi di andata e ritorno fu prevista una terza tornata che permetté così la disputa di un totale di 39 giornate, negli standard degli altri campionati europei. Retrocede direttamente alla categoria inferiore l'ultima in classifica.
Le squadre partecipanti alle coppe europee furono quattro: la squadra campione si qualificò alla UEFA Champions League 2011-2012 partendo dal secondo turno preliminare. Le squadre classificate al secondo e terzo posto furono ammesse alla UEFA Europa League 2011-2012 partendo entrambe dal primo turno preliminare insieme alla vincitrice della coppa nazionale.

## Squadre
| Squadra               | Città     | Stadio | Stagione 2009-2010   |
| --------------------- | --------- | ------ | -------------------- |
| FC Dinamo Bender      | Tighina   |        | 10°                  |
| Milsami Orhei         | Orhei     |        | 8°                   |
| Dacia Chișinău        | Chișinău  |        | 5°                   |
| FC Costuleni          | Costuleni |        | Divizia A            |
| Zimbru Chișinău       | Chișinău  |        | 4°                   |
| Nistru Otaci          | Otaci     |        | 12°                  |
| Sheriff Tiraspol      | Tiraspol  |        | Campione di Moldavia |
| FC Tiraspol           | Tiraspol  |        | 9°                   |
| Olimpia Bălți         | Bălți     |        | 3°                   |
| FC Iskra-Stal Rîbnița | Rîbnița   |        | 2°                   |
| CSCA-Rapid Chișinău   | Chișinău  |        | 6°                   |
| Academia UTM Chișinău | Chișinău  |        | 7°                   |
| FC Sfîntul Gheorghe   | Suruceni  |        | 11°                  |
| CF Găgăuzia           | Comrat    |        | Divizia A            |

## Classifica
|                     | Pos. | Squadra             | Pt | G  | V  | N  | P  | GF | GS  | DR  |
| ------------------- | ---- | ------------------- | -- | -- | -- | -- | -- | -- | --- | --- |
| Moldavia (bandiera) | 1.   | Dacia Chișinău      | 92 | 39 | 27 | 11 | 1  | 66 | 16  | +50 |
|                     | 2.   | Sheriff Tiraspol    | 83 | 39 | 24 | 11 | 4  | 81 | 16  | +65 |
|                     | 3.   | Milsami Orhei       | 78 | 39 | 23 | 9  | 7  | 71 | 23  | +48 |
|                     | 4.   | Zimbru Chișinău     | 76 | 39 | 22 | 10 | 7  | 56 | 20  | +36 |
|                     | 5.   | Iskra-Stal          | 74 | 39 | 21 | 11 | 7  | 62 | 26  | +36 |
|                     | 6.   | Zarea Bălți         | 74 | 39 | 21 | 11 | 7  | 59 | 31  | +28 |
|                     | 7.   | Tiraspol            | 57 | 39 | 17 | 6  | 16 | 57 | 45  | +12 |
|                     | 8.   | CSCA-Rapid Chișinău | 55 | 39 | 15 | 10 | 14 | 39 | 37  | +2  |
|                     | 9.   | Academia Chișinău   | 52 | 39 | 14 | 10 | 15 | 44 | 37  | +7  |
|                     | 10.  | Costuleni           | 27 | 39 | 7  | 6  | 26 | 23 | 68  | -45 |
|                     | 11.  | Nistru Otaci        | 25 | 39 | 7  | 4  | 28 | 33 | 75  | -42 |
|                     | 12.  | Sfîntul Gheorghe    | 25 | 39 | 6  | 7  | 26 | 23 | 68  | -45 |
|                     | 13.  | Găgăuzia            | 23 | 39 | 7  | 2  | 30 | 38 | 89  | -51 |
|                     | 14.  | Dinamo Bender       | 22 | 39 | 6  | 4  | 29 | 25 | 118 | -93 |

Legenda:

      Campione di Moldavia
      Qualificata alla UEFA Europa League
      Retrocessa in Divizia A
Note:

Tre punti a vittoria, uno a pareggio, zero a sconfitta.

## Verdetti
- Campione:  Dacia Chișinău
- In UEFA Champions League 2011-2012:  Dacia Chișinău (al secondo turno preliminare)
- In UEFA Europa League 2011-2012:  Iskra-Stal,  Sheriff Tiraspol (al secondo turno preliminare),  Milsami Orhei (al primo turno preliminare)
- Retrocesse in Divizia "A":  Dinamo Bender e  Găgăuzia (per mancata concessione della licenza).